# Läkarprogrammet

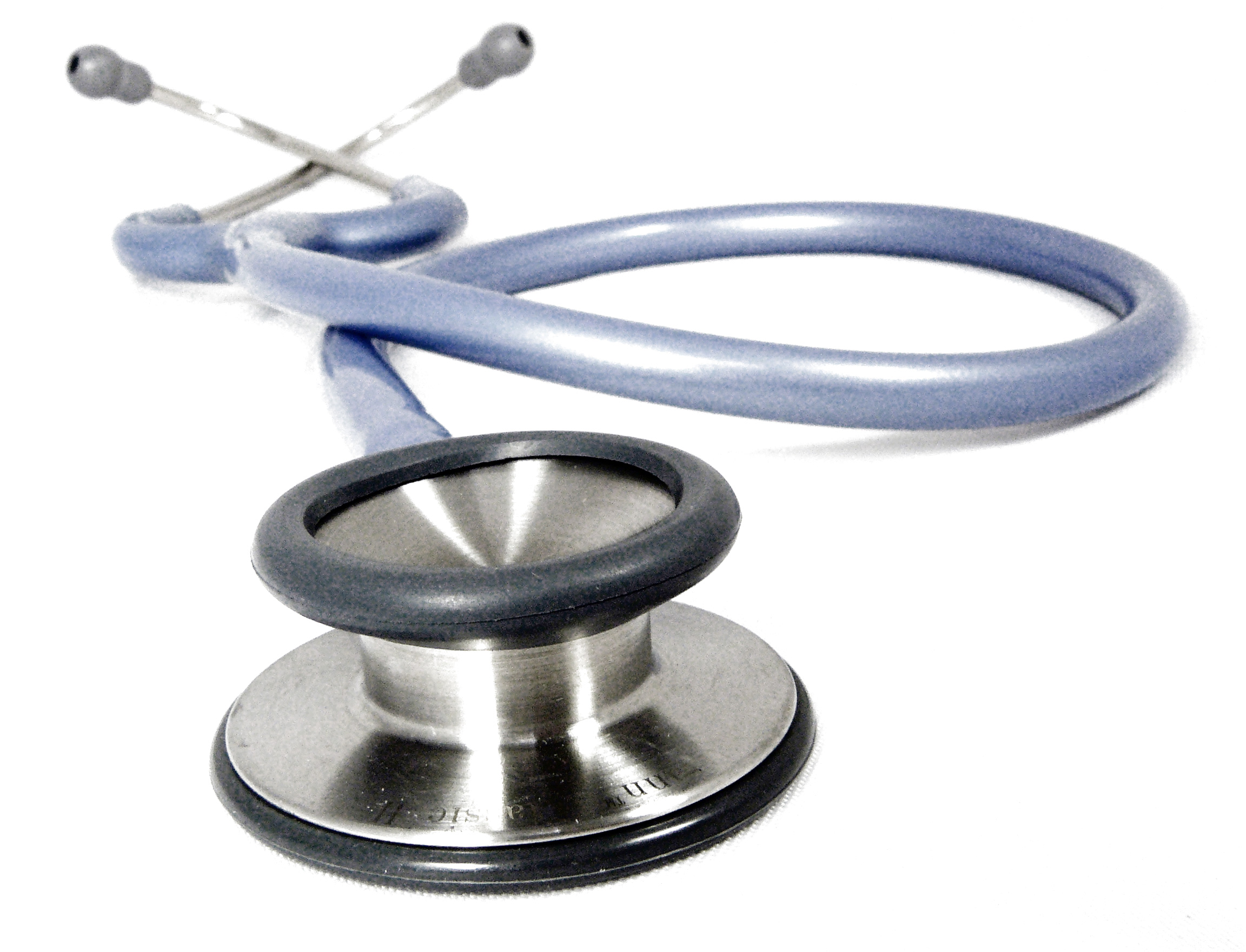
Stetoskop.

Läkarprogrammet är i Sverige ett utbildningsprogram vid universitet som leder till läkarexamen. Läkarprogrammet omfattar från och med 2021 sex år, uppdelat på tolv terminer. Varje termin i sin tur motsvarar 30 högskolepoäng (hp), vilket ger totalt 360 hp. Läkare som genomgått det 5,5 åriga läkarprogrammet behöver fullfölja allmäntjänstgöring (AT) och skriva godkänt AT-prov för att få läkarlegitimation.
Höstterminen 2021 skedde den första intagningen till det nya sexåriga läkarprogrammet på tolv terminer och 360 hp. Läkare som genomgår det 6-åriga läkarprogrammet erhåller yrkeslegitimation i samband med examen.
Antagningen till läkarprogrammet sker två gånger per år, under höst- och vårterminen. Söktrycket har under lång tid varit mycket högt, vilket har medfört höga krav på gymnasiebetyg och/eller högskoleprovspoäng. Vissa universitet använder personlig intervju som en del i antagningsförfarandet. För att få behörighet till läkarprogrammet krävs genomgånget naturvetenskapligt program på gymnasiet. Särskild högskolebehörighet i form av Matematik D/4, Biologi B/2, Kemi B/2 samt Fysik B/2 krävs.

## Efter den sexåriga utbildningen
För legitimation krävs minst 18 månader (i de flesta regioner 21 månader) av allmäntjänstgöring (AT) med godkända medsittningar inom alla fyra huvudgrenar och godkänt AT-prov. Legitimation innebär bland annat fri förskrivningsrätt av läkemedel, inte bara i rollen som anställd utan också generellt.

## Arbete under utbildningstiden
Socialstyrelsen ger dock möjlighet för läkarstudenter vid svenska universitet att efter nio fullgjorda terminer få ett särskilt förordnande att arbeta som vikarierande underläkare. Läkarstudenter vid andra universitet inom EU kan också få möjlighet att få ett särskilt förordnande att arbeta som vikarierande underläkare, dock endast efter särskilt prövning av Socialstyrelsen.

## Universitet
I Sverige finns det sju universitet som erbjuder läkarprogrammet:
- Göteborgs universitet
- Karolinska institutet
- Linköpings universitet
- Lunds universitet
- Umeå universitet
- Uppsala universitet
- Örebro universitet (sedan vårterminen 2011)[4]